# José Celso Barbosa

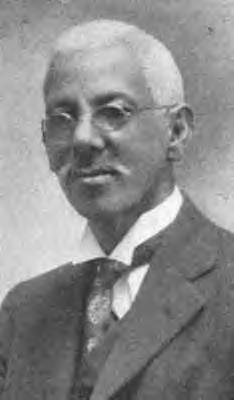
José Celso Barbosa

José Celso Barbosa (* 27. Juli 1857 in Bayamón, Puerto Rico; † 21. September 1921 in San Juan, Puerto Rico) war ein Mediziner, Soziologe und politischer Führer. Er war der erste gemischt-ethnische Schüler in Puerto Ricos prestigereichem Jesuiten-Seminar.

## Leben
Nach dem Besuch des Seminars arbeitete er als Tutor für Schüler von Privatschulen, um Geld für das College zu verdienen. 1875 zog er nach New York City, wo er innerhalb eines Jahres Englisch lernte. Er wollte ursprünglich Anwalt werden, aber nach einer Lungenentzündung in New York riet ihm sein Arzt, eher Medizin als Jura zu studieren. 1876 kam er an die medizinische Fakultät der University of Michigan. 1880 schloss er sein Studium als Jahrgangsbester mit der Promotion ab.
Daraufhin kehrte er nach Puerto Rico zurück, wo er in seiner Heimatstadt eine Praxis eröffnete. Die spanische Regierung erkannte seinen Doktortitel jedoch nicht an, weil er nicht von einer der prestigereichen europäischen Universitäten stammte. Erst durch das Eingreifen des amerikanischen Konsuls erhielt er die nötige Anerkennung. Barbosa war der erste Doktor mit amerikanischem Titel auf der Insel. Er praktizierte auf der ganzen Insel und führte die neue Idee ein, wonach die Arbeitgeber für ihre Angestellten eine Gebühr für die zukünftige medizinische Versorgung zahlen sollten (ein sehr frühes System der Krankenversicherung).
1893 gründete Barbosa die erste puerto-ricanische Kooperation und nannte sie El Ahorro Colectivo. Er war Mitglied der Autonomen Partei von Román Baldorioty de Castro, verließ die Partei jedoch wegen ideologischer Differenzen. Als Reaktion auf den Spanisch-Amerikanischen Krieg, bei dem Puerto Rico ein Territorium der USA wurde, bildete er am 4. Juli 1899 die Puerto Rican Republican Party, die sich für die Anerkennung der Insel als Staat einsetzte, und wurde somit als Vater dieser Bewegung bekannt.
Von 1900 bis 1917 gehörte er dem Exekutiv-Kabinett an und war anschließend bis 1921 Mitglied des Senats. 1907 gründete er die Zeitung El Tiempo, die erste bilinguale Zeitung auf der Insel. Seine Tochter Pilar Barbosa setzte später als Historikerin und politische Aktivistin seine Arbeit fort. Nach seinem Tod 1921 wurde er auf dem Santa Maria Magdalena de Pazzis Cemetery in Old San Juan bestattet.
Zu seinen Ehren erklärte Puerto Rico seinen Geburtstag, den 27. Juli, zum offiziellen Feiertag. Sein Haus in Bayamón beherbergt nun ein Museum, in dem seine Auszeichnungen, Zertifikate, Bücher und andere Artefakte zu sehen sind. Am 20. Juli 2006 billigte das Repräsentantenhaus den Dr. Jose Celso Barbosa Post Office Building Designation Act, um das Gebäude der US-Post in der 100 Avenida RL Rodriguez in Bayamón nach ihm zu benennen. Am 1. August desselben Jahres unterzeichnete US-Präsident George W. Bush das Gesetz, das nun das Public Law 109-253 ist.